# Johann Elias Bach
Johann Elias Bach (* 12. Februar 1705 in Schweinfurt; † 30. November 1755 ebenda) war ein deutscher Komponist aus der Familie Bach. 

## Leben
Nach dem Theologiestudium an der Universität Jena hielt er sich von 1737 bis 1742 als Tutor und Sekretär bei seinem Großcousin Johann Sebastian Bach in Leipzig auf. Seine Briefe aus dieser Zeit sind wichtige Quellen zum Leben J.S. Bachs. Ab 1743 wirkte er als Kantor in Schweinfurt, womit er die wichtigste musikalische Position der Stadt bekleidete, wie vor ihm bereits sein Großvater Georg Christoph Bach. Die von ihm komponierten zwei Jahrgänge Kirchenkantaten, die von seinen Zeitgenossen hoch gelobt wurden, sind verschollen.
Johann Elias Bach war zweimal verheiratet. Die erste Ehe mit Johanna Rosina Fritsch blieb kinderlos. Kurze Zeit nach ihrem Tod heiratete er am 25. Januar 1746 Anna Maria Hüller, mit der er vier Kinder hatte.